# قصه‌گو (رمان)
قصه گو (اسپانیایی: El Hablador‎) نام رمانی است به قلم نویسندهٔ پرویی - لاتین‌تبار برنده جایزه نوبل ادبیات، ماریو بارگاس یوسا. این کتاب به تأثیراتی که فرهنگ‌های بدوی در مواجه با فرهنگ غربی می‌پذیرند می پردازد.

## معرفی
این کتاب داستان دانشجویی است که جهان متمدن را ترک می‌کند و قصه گوی بومیان جنگلهای آمازون می‌شود. این رمان سعی دارد تا روایت غربی شدن زندگی مردم بومی را از طریق آشنایی و مراوداتشان با پژوهشگران مطالعات انسان شناختی را در قالب کلمات، تصویر نماید و این تصور را که فرهنگ‌های بومی بدون تغییر باقی مانده‌اند را زیر سؤال می‌برد.
بارگاس یوسا با آمیزش رازهایی دربارهٔ هویت، داستان سرایی و حقیقت، موفق به خلق داستانی مسحورکننده شده‌است که به سفر مردی از دنیای مدرن به ریشه‌های انسانی و یافتن معنای حقیقی زندگی می‌پردازد.

## خلاصه داستان
در این رمان، راوی در حال بازدید از یک گالری کوچک در شهر فلورانس، به تصویری از یک قصه گوی در قبیله ای بدوی در دل جنگل‌های آمازون برمی‌خورد. او ناخودآگاه در می‌یابد که قصه گو، دوست قدیمی او در مدرسه، سال زوراتاس است. همزمان باآنکه خاطراتی از زوراتاس در ذهن نویسنده ورق می‌خورد، او شروع به تصور کردن چگونگی تغییر و تحول زوراتاس از انسانی امروزی به عضو شدن در قبیلهٔ بدوی ماچیگوئنگا می‌کند.

## شخصیت‌های رمان
راوی
سال زوراتاس
قبیله ماچیگوئنگا
تاسورینچی
دن سالمون زوراتاس